# Янче
Янче (словен. Janče) — поселення в общині Любляна, Осреднєсловенський регіон, Словенія. Висота над рівнем моря: 784 м.